# 22729 Anthennig
22729 Anthennig è un asteroide della fascia principale. Scoperto nel 1998, presenta un'orbita caratterizzata da un semiasse maggiore pari a 2,3001748 UA e da un'eccentricità di 0,0821143, inclinata di 6,90002° rispetto all'eclittica.